# Bundesstraße 211
De Bundesstraße 211 (ook wel B211) is een bundesstraße in Duitsland die loopt door de deelstaat Nedersaksen.
De B211 begint bij Brake en eindigt ten noordoosten van Oldenburg. De B211 is ongeveer 22 km lang.

## Routebeschrijving
De B211 begint op een kruising met de B212, de westelijke rondweg van Brake. De weg loopt zuidwestwaarts door de dorpen Oldenbrok en Großenmeer. Vervolgens gaat de weg ten zuidwesten van Loyerberg nabij Kreuz Oldenburg-Nord over in de A293.